# Plimni rep
Plimni rep je tanko izduljeno područje zvijezda i međuzvjezdanoga plina koji se proteže u svemir iz galaktike. Plimni se repovi pojavljuju kao ishod djelovanja sila galaktičke plime između međudjelujućih galaktika. Primjeri galaktika u kojima je nazočan plimni rep su galaktika Punoglavac i galaktike Miševi. Plimne sile mogu izbaciti znatnu količinu galaktičkog plina u rep. Primjerice, unutar galaktika Ticala, blizu pola promatrane plinovite tvari nalazi se unutar repne strukture. Unutar tih galaktika s plimnim repovima, približno 10 % galaktičina stvaranja zvijezda zbiva se u repu. Sveukupno, ugrubo 1 % od svega stvaranja zvijezda u znanom svemiru zbiva se unutar plimnih repova.
Neki parovi međudjelujućih galaktika imaju dva odvojena repa, kao što je kod galaktika Ticala, a neki ini sustavi imaju samo jedan rep. Većina plimnih repova blago je savinuta zbog rotiranja domaćinskih galaktika. Oni koji su ravni možda su ipak zakrivljeni, ali izgledaju ravni jer ih promatramo bočno, odnosno po dimenziji gdje je rep pravocrtan.

## Povijest
Pojavu koju danas nazivamo plimni rep prvi je naširoko proučavao Fritz Zwicky 1953. godine. Nekoliko je astrofizičara izrazilo svoje dvojbe da se ova proširenja mogu pojaviti samostalno kao rezultat plimnih sila, uključujući samog Zwickyja, koji je vlastite poglede opisao kao "neortodoksne". Boris Aleksandrovič Voroncov-Vel'jaminov argumentirao je da su repovi prerijetki i predugi (ponekad široki 100.000 parseka) a da bi ih sama gravitacija mogla stvoriti, jer bi gravitacija umjesto toga trebala stvarati široke distorzije. Ipak, 1972. je godine ugledni astronom Alar Toomre dokazao da su zbilja plimne sile te koje su odgovorne za repove.